# Djævlepind
Djævlepinde (også kendt som Devilstick eller Devil sticks) er en form for gyroskopisk jonglering og bliver betragtet som en cirkusdiciplin. Navnet djævel kommer fra det engelske devil som efter sigende kommer fra det oldgræske ord "Devil", "Dallo" eller "Diaballo" som betyder "at kaste til". Man kan kalde det at bruge en djævlepind for "pindejonglering"
Et sæt djævlepinde består af tre dele; to kontrolpinde, lavet af træ med gummi eller silikone omkring, for at forhindre at djævlepinden glider og selve djævlepinden som man slår til. 

## Typer af djævlepinde

### Almindelige djævlepind
Den almindelige djævlepind er ca 50 cm lang lavet af træ og er tyndest på midten, ca 1-2 cm i diameter, til ca. 5 cm i enderne, ofte farverige da de er beklædt med folie og med gummidutter i enderne til at beskytte mod slag fra tab.

### Flower stick
En variation af den almindelige djævlepind er den såkaldte flower stick. En mere simpel konstruktion tillader mange gadesælgere at lave dem og sælge dem billigt på gaden. kontrolpindene er lavet af et stykke rundstok omviklet cykelslange og selve djævlepinden er et længere stykke rundstok med cykelslange for enderne for at give vægt, cykelslangen i enderne er skåret op og danner 'blomster', deraf navnet.

### Ild djævlepind
Ild djævlepinde kan enten være lavet af metal eller træ med kevlarvæge for enderne. De er ikke så populære som ildpoi eller ildstave, men dog mere almindelige end ildvifter.

### Glowstick
Glowsticks er forholdsvis nye, men har mange fordele frem for almindelige djævlepinde og ild djævlepinde. De er ufarlige at bruge indendørs og kan programmeres til at blinke i flere forskellige farver. De er dog temmelig dyre.

## Grundlæggende manipulation
Man løfter/slår djævlepinden med de to kontrolpinde. En grundlæggende manøvre er pendulet hvor djævlepinden skiftevis bliver løftet til den ene og den anden side, uden at lave mere end en halv rotation. Midten af djævlepinden bliver nogenlunde i samme position.
Pendulet er vigtig at lære da de fleste mere avancerede tricks er baseret på denne.
'Helikopteren' er en variation af pendulet hvor man spinner djævlepinden næsten vertikalt som en helikoptervinge.

## Gruppeaktiviteter
Selvom djævlepinde ved første øjekast kan virke som en soloaktivitet, er der mange gruppeaktiviteter som djævlepindsspillere kan nyde:

### Volleystick
En variation af volleyball, to eller 4 spillere kaster enten en eller flere pinde over et net til modstanderne.

### Jongler til du segner
En aktivitet for to eller flere spillere deler en djævlepind – den som har pinden laver sværere og sværere tricks til vedkommende taber djævlepinden – hvorefter næste spiller samler den op og forsøger samme tricks. Dette er en god måde for nybegyndere at lære nye tricks.

### Halvpind
Hvor to jonglører står skulder ved skulder og deler en djævlepind, med en kontrolpind hver.

### Kamppind
to eller flere spillere går ind i en ring og forsøger at få de andre til at tabe deres djævlepind, enten ved hjælp udelukkende af deres djævlepind eller med kontrolpindene også, taber man sin djævlepind er man ude og må vente til næste kamp. Når kun to spillere er tilbage, danner resten af spillerne en cirkel som de gradvist gør mindre, indtil de to spillere bliver tvunget til at gå i krig med hinanden, straks efter vinderen er fundet startes en ny runde.

## Eksterne links
- Devilsticking.org Arkiveret 24. april 2006 hos  Wayback Machine